# ZIL-130
Lo ZIL-130 era un camion prodotto dalla ZIL dal 1964 al 1995 e poi dall'Amur fino al 2012. Sono state prodotte vendute oltre 5 milioni di unità del camion. Era simile nel design al camion GAZ-53, ma lo ZIL-130 era leggermente più pesante e aveva migliori capacità di cross-country. Il veicolo è stato ampiamente esportato a Cuba, Germania dell'Est, Messico, Sudafrica, Ucraina, Estonia, Bulgaria, Romania, Lettonia, Lituania, Cecoslovacchia, Corea del Nord e Cina. In totale sono stati esportati circa 500.000 di questi veicoli. Nel 1998 circa 15 di questi camion sono stati esportati in Grecia per uso militare. Il veicolo era il successore del camion ZIL-164 che era una versione più modernizzata del camion ZIS-150. Il veicolo ha condiviso il suo motore con la limousine ZIS-110 che è stata considerata abbastanza affidabile. L'autocarro era molto popolare ed è stato prodotto in molti stili di carrozzeria. Il veicolo era una copia della Ford F-Series dal 1956 e aveva lo stesso telaio e motore.
Nel 2003 il camion ha ricevuto cinture di sicurezza e airbag in modo da poter raggiungere i moderni standard di sicurezza. Nel 1982 ha avuto luogo un crash test tra un GAZ-24 e uno ZIL-130 a 56 mph. A causa della sua elevata altezza da terra, il GAZ-24 si è schiantato leggermente sotto il camion con l'intero tetto distrutto e l'auto gravemente danneggiata mentre lo ZIL-130 non ha ricevuto molti danni. Nel 1995 ha avuto luogo un crash test tra uno ZIL-157 e uno ZIL-130 in una foresta, ai lati e a 62 mph. Lo ZIL-130 si è ribaltato dall'incidente ed è atterrato su un fiume fangoso mentre lo ZIL-157 non ha subito molti danni. Nel 1985 ZIL ha iniziato a produrre il nuovo camion ZIL-4331, che, nonostante fosse più nuovo, non è mai riuscito a diventare così popolare come il suo predecessore.

## Versioni
- ZIL-130: normale versione per autocarri prodotta dal 1964 al 2012. Di quella versione sono state prodotte e vendute circa 4 milioni di unità.
- ZIL-130VB: versione bus rimorchio prodotta dal 1975 al 2003. Di quella versione sono state prodotte e vendute circa 62 000 unità, ed è stata anche esportata a Cuba. Almeno 60 di questi veicoli sono stati esportati in Sudafrica.
- ZIL-133: versione più robusta prodotta dal 1975 al 2000. Sono state prodotte e vendute circa 100 000 unità di quella versione.
- ZIL-130GE: versione a passo lungo prodotta dal 1969 al 1992. Di quella versione furono prodotte e vendute circa 500 000 unità.[4]
- ZIL-130SB: versione per esportazione in Nord Africa. Furono prodotte e vendute circa 500 unità di quella versione. È stata prodotta dal 1979 al 1998.
- Amur-531350: versione prodotta da Amur dal 1989 al 2012. Di questa versione sono state prodotte e vendute circa 600 000.
- ZIL-138I: versione motore raffreddato ad acqua prodotta dal 1982 al 1998.[5]
- ZIL-130GU: versione basata sul telaio e motore del camion ZIL-157, è stata prodotta dal 1975 al 1992.
- ZIL-130ET: versione senza porte prodotta dal 1979 al 1989. Di quella versione furono prodotti e venduti circa 5 000 esemplari.

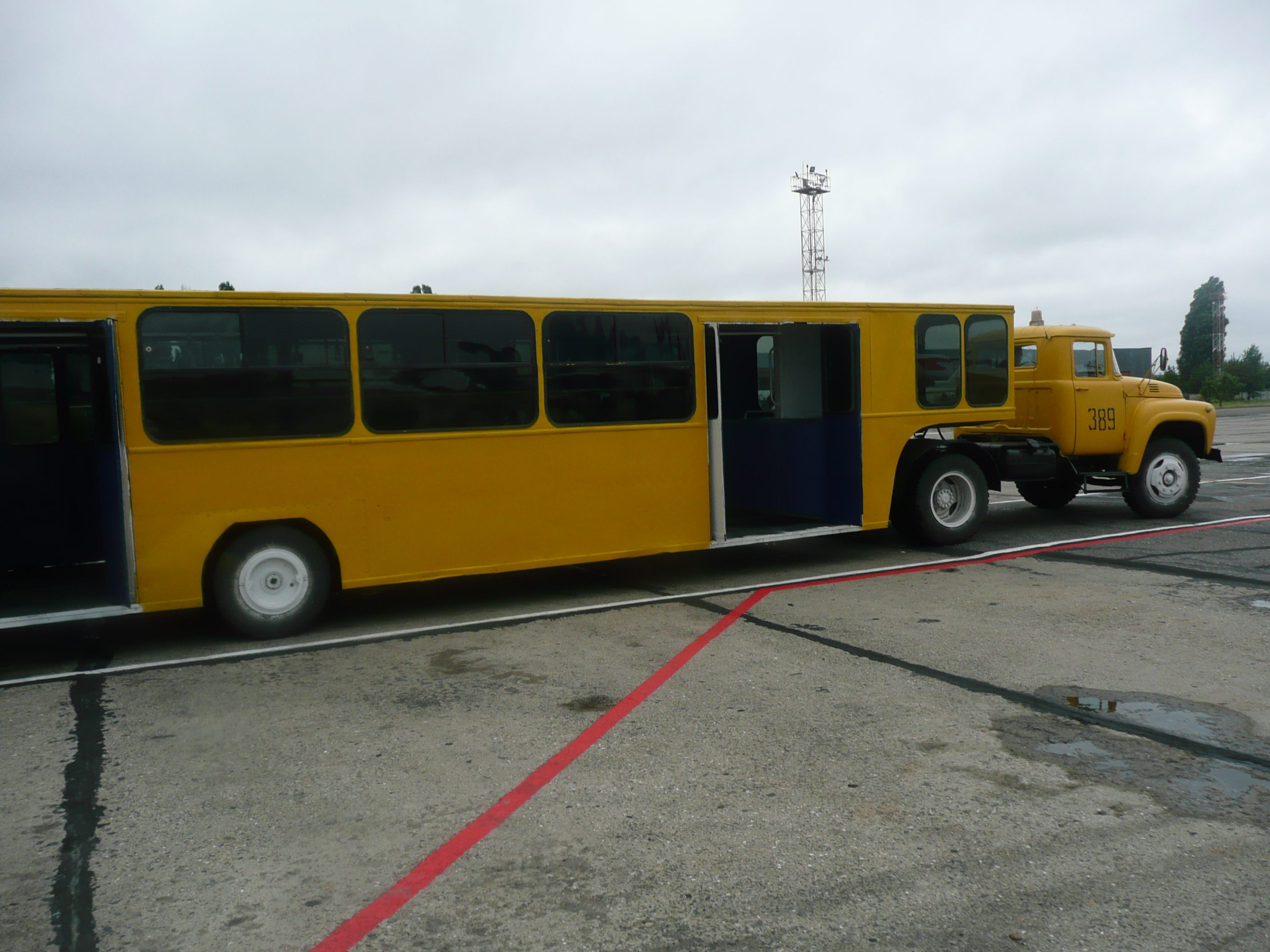
Lo ZIL-130VB a Cuba.
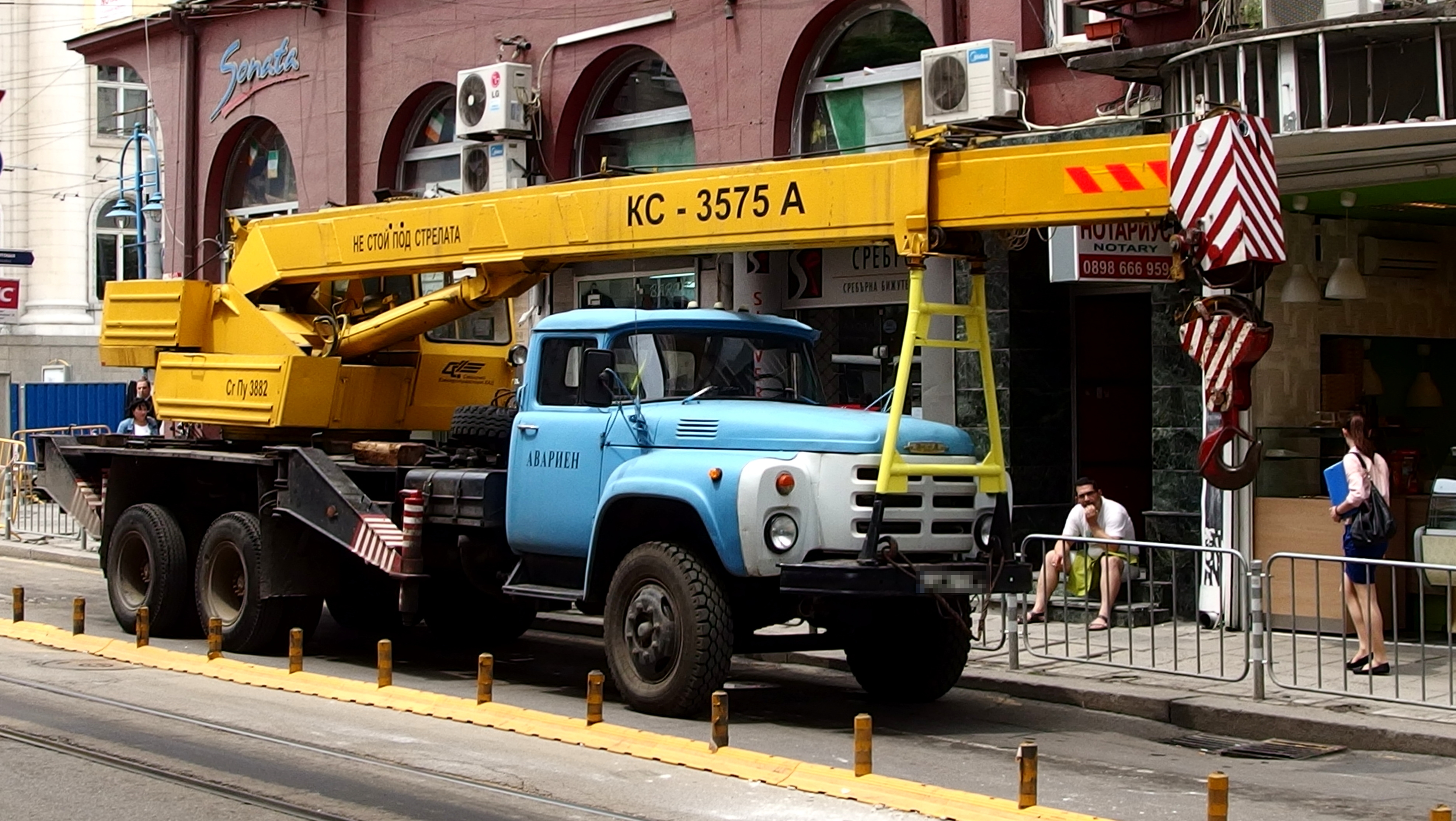
Uno ZIL-133 in Bulgaria.
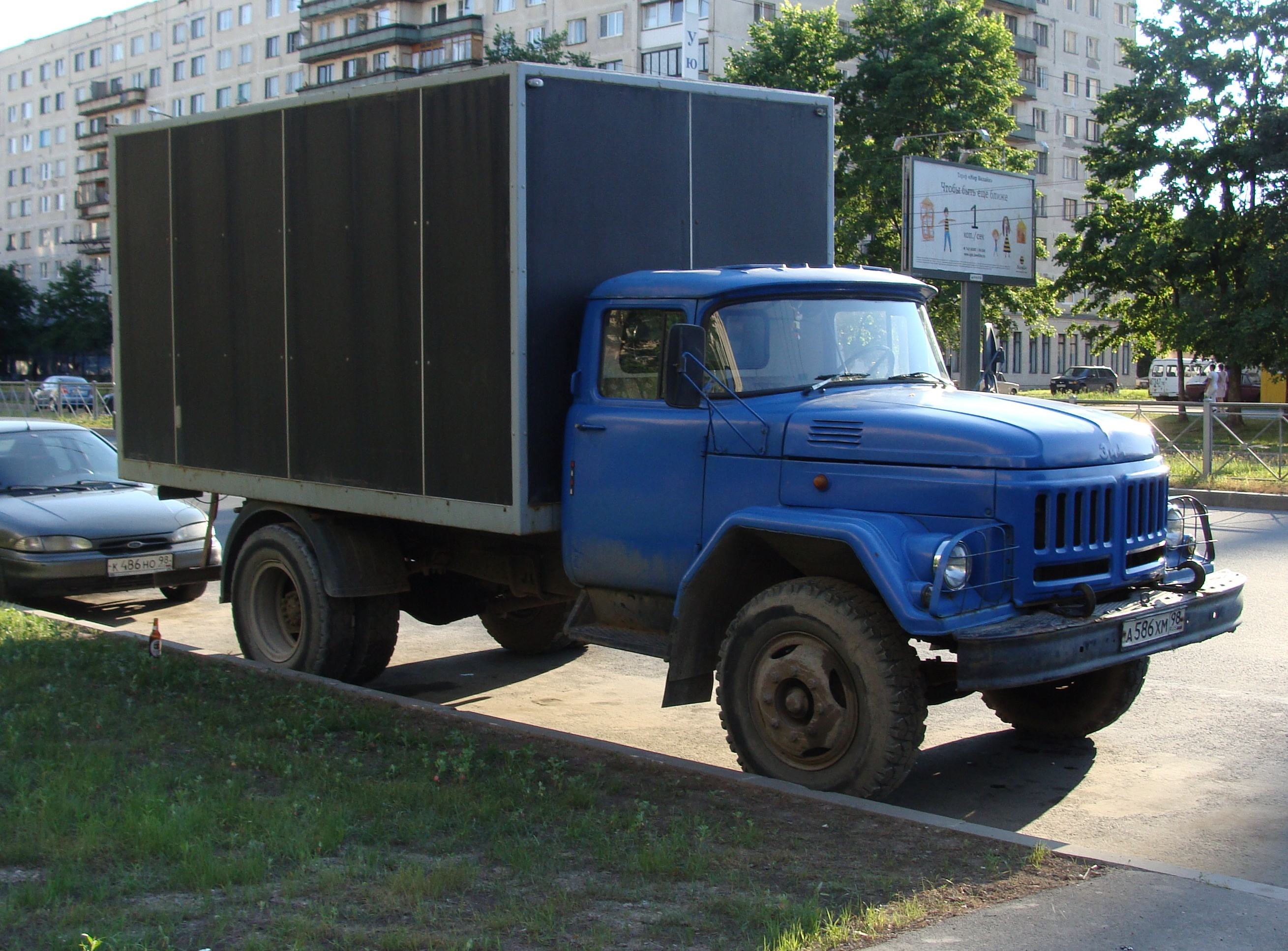
Un camion Amur-531350.
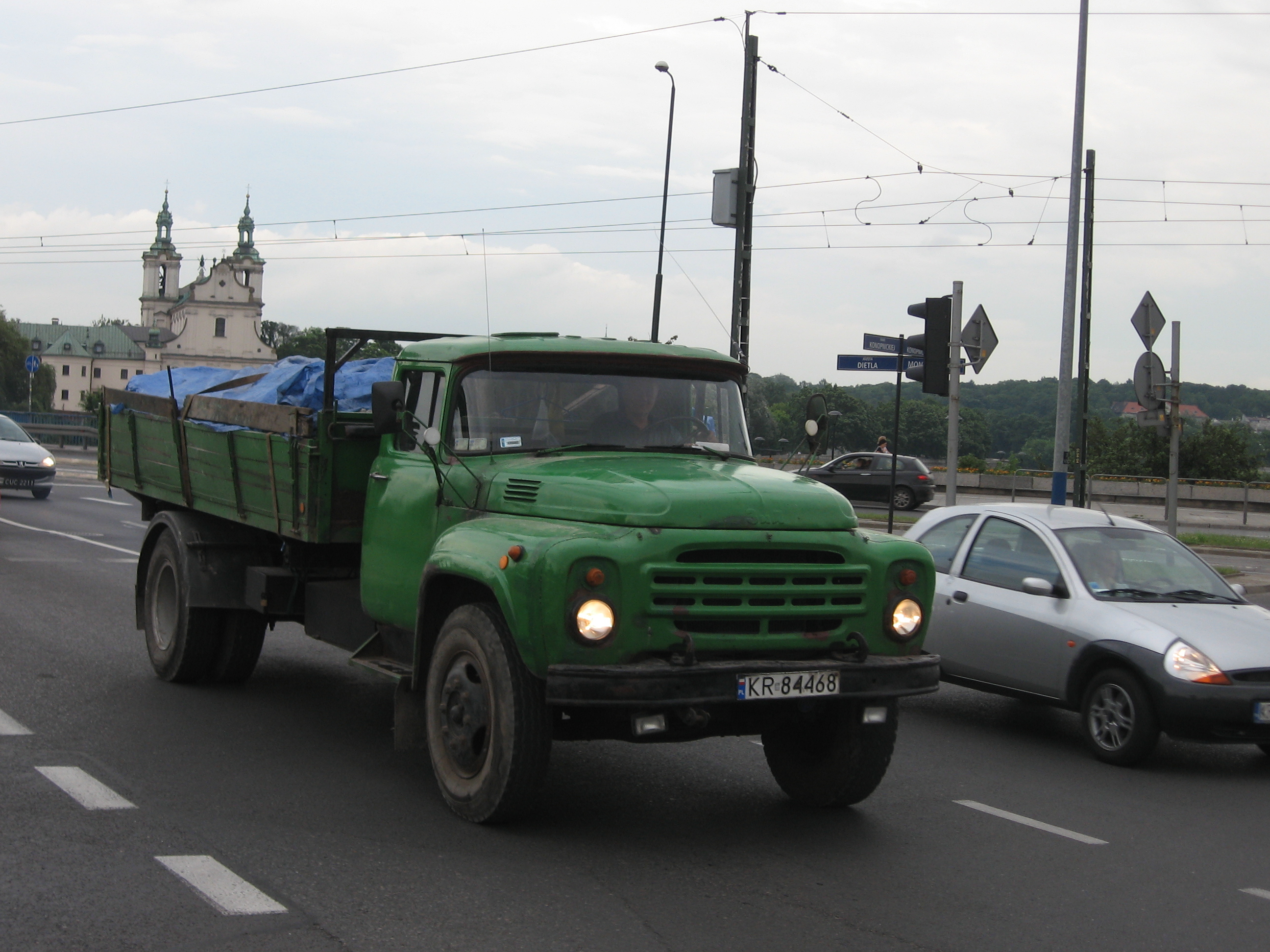
Un camion ZIL-130GU.
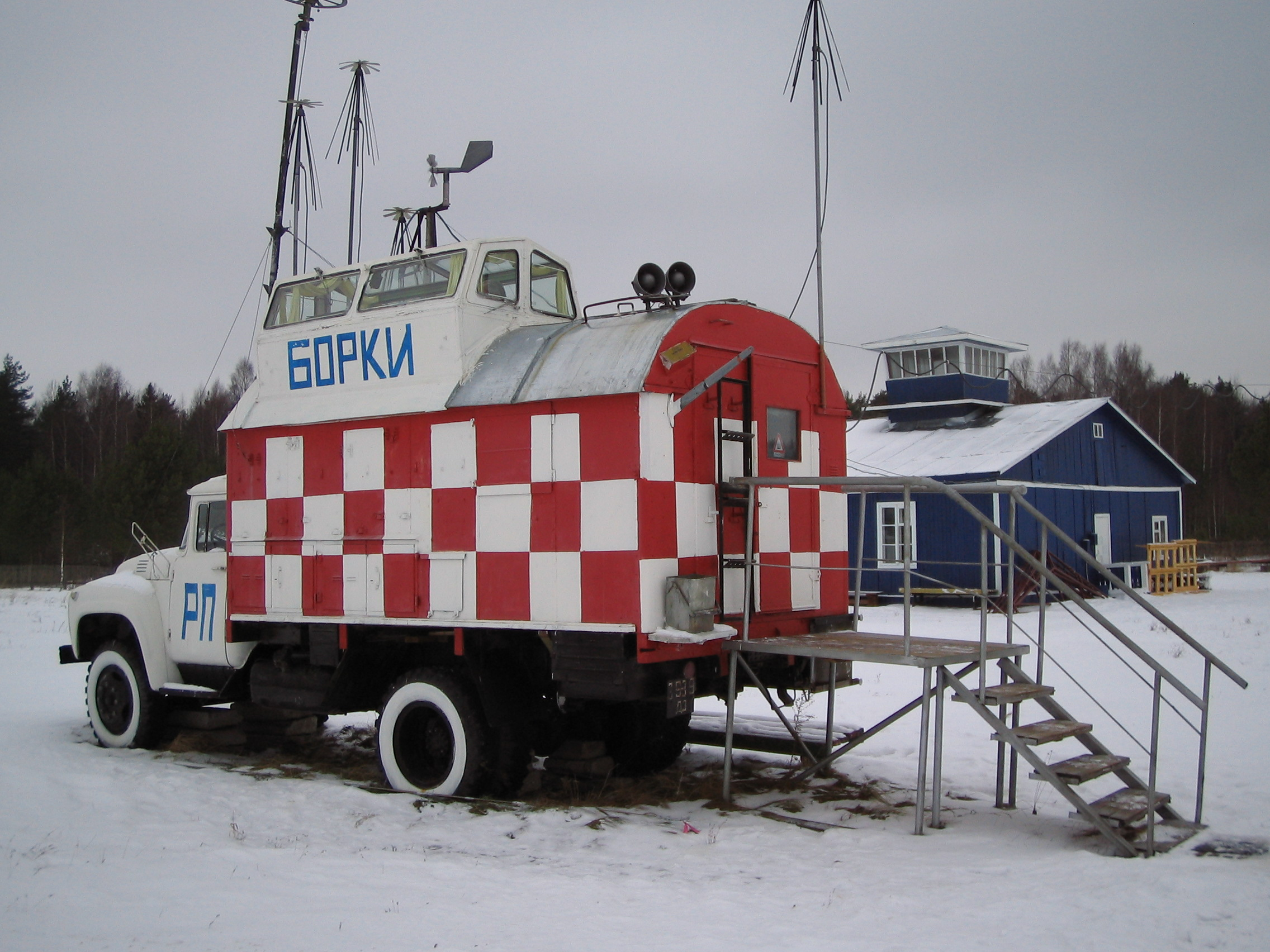
Uno ZIL-130SB usato come camper.